# Hiroaki Matsuyama
Hiroaki Matsuyama (松山 博明; Prefettura di Kyoto, 31 agosto 1967) è un allenatore di calcio ed ex calciatore giapponese, di ruolo centrocampista.